# إسماعيل عيسى
إسماعيل عيسى مواليد 19 ديسمبر 1989 في المالديف، هو لاعب كرة قدم مالديفي. يلعب كلاعب وسط.

## المسيرة الاحترافية

### أندية لعب لها
- نادي فيكتوري
- نادي في بي
- نادي نيو راديانت